# 埃斯卡勒 (加来海峡省)
埃斯卡勒（法語：Escalles，法語發音：[ɛskal]）是法国上法蘭西大區加来海峡省的一个市镇，属于加来区。该市镇2009年时的人口为228人。

## 人口
埃斯卡勒人口变化图示
| 数据来源：INSEE |